# Посібник НАТО з розвідки з використанням відкритих джерел
Посібник НАТО з розвідки з використанням відкритих джерел (англ. NATO Open Source Intelligence Handbook) — стандартна довідка, доступна для населення.
Довідник являє список порад і інструкцій для працівників всіх ланок НАТО, що працюють з інформацією. Включає такі аспекти, як:
- пошук джерел, перевірка їхньої надійности
- збір та перевірка інформації
- презентація результатів дослідження
- забезпечення безпеки працівників під час збору даних
- фільтрація даних з первинних джерел
- зберігання і передача даних
- загальні поради щодо безпеки

Посібник було опубліковано в листопаді 2001 року.
Дані з нього стосуються всіх команд НАТО, з усіх країн-членів, будь-яких військових комітетів та робочих груп. Посібник створено за нагляду генерала армії США Вільяма Кернана.
Посібник згодом було вилучено з розповсюдження, пояснивши це тим, що дані в ньому застаріли.